# Lambula hypolius
Lambula hypolius är en fjärilsart som beskrevs av Rothschild 1916. Lambula hypolius ingår i släktet Lambula och familjen björnspinnare. Inga underarter finns listade i Catalogue of Life.